# 黒潮古陸
黒潮古陸（くろしおこりく）は、紀伊半島の南方にかつて存在したと想定された仮説上の陸地。1960年代から1970年代にかけて、日本の地質学で主流であった地向斜造山論によって日本列島形成を説明するために着想された。1965年頃に、地学団体研究会傘下の紀州四万十帯団体研究グループによって提唱された。
陸地が存在したとされる太平洋の海底調査の進展や、1980年代以降のプレートテクトニクスと付加体による日本列島形成理論の構築に伴い、現在では学術的に「過去の仮説」となっている。

## 背景
地向斜造山論においては、陸地（山岳）は大陸付近の浅海に堆積した地向斜が変成作用を受けて隆起・陸化するとされた。三波川変成帯など西南日本の南側にある変成帯の元になった大陸地殻として、そのさらに南方である太平洋側に想定された。

## 主張
四万十帯の白亜紀、古第三紀のフリッシュ型砕屑性堆積物の堆積学的な解析によると、北方の内帯からの側流または軸流と、南方からの側流を示す古流系も認められている。紀州四万十帯団体研究グループが1970年に提唱した説によると、西南日本外帯南半に四万十帯の堆積域の形成時に存在したとされた。礫岩層から白亜紀酸性火成岩類の他に、より古いオルソクォーツァイト（石英砂岩）礫の存在も報告されていた。
このオルソクォーツァイトは長距離移動の間に石英以外の鉱物が風化して形成されるため、大陸にしか存在しないとされる。加えて堆積物が南方からもたらされた痕跡があったことから、日本の南方に大陸が存在した裏付けとみなされた。
「古代に太平洋にあった大陸」という点でムー大陸との連想から一般のメディアでも取り上げられることがあり、1972年に刊行された学習研究社の児童向け書籍「ひみつシリーズ」の一つである『コロ助の科学質問箱』（内山安二著）では、研究者に話を聞く形でこの説が紹介されている。

## その後
海洋底調査の結果、黒潮古陸が想定された南海トラフ付近に大陸地殻の存在を裏付ける証拠は得られなかった。加えてプレートテクトニクスによる日本列島形成論では、西南日本は過去にアジア大陸に接合しその後日本海の拡大によって場所が移動したと考察されるため、オルソクォーツァイトの供給元はアジア大陸で説明が可能になった。南方からもたらされたとされる点は、四万十帯は南方から大陸縁部に付加した海底堆積物であるため、これも無理なく説明でき、南方の大陸を想定する必要はなくなった。
黒潮古陸を主唱した紀州四万十帯団体研究グループも、黒潮古陸の根拠としていた紀伊半島南部の四万十帯が海溝付近での形成物であることを1986年に事実上認定し、1991年には付加体であることを断言した。